# Gran Turismo (automobile)

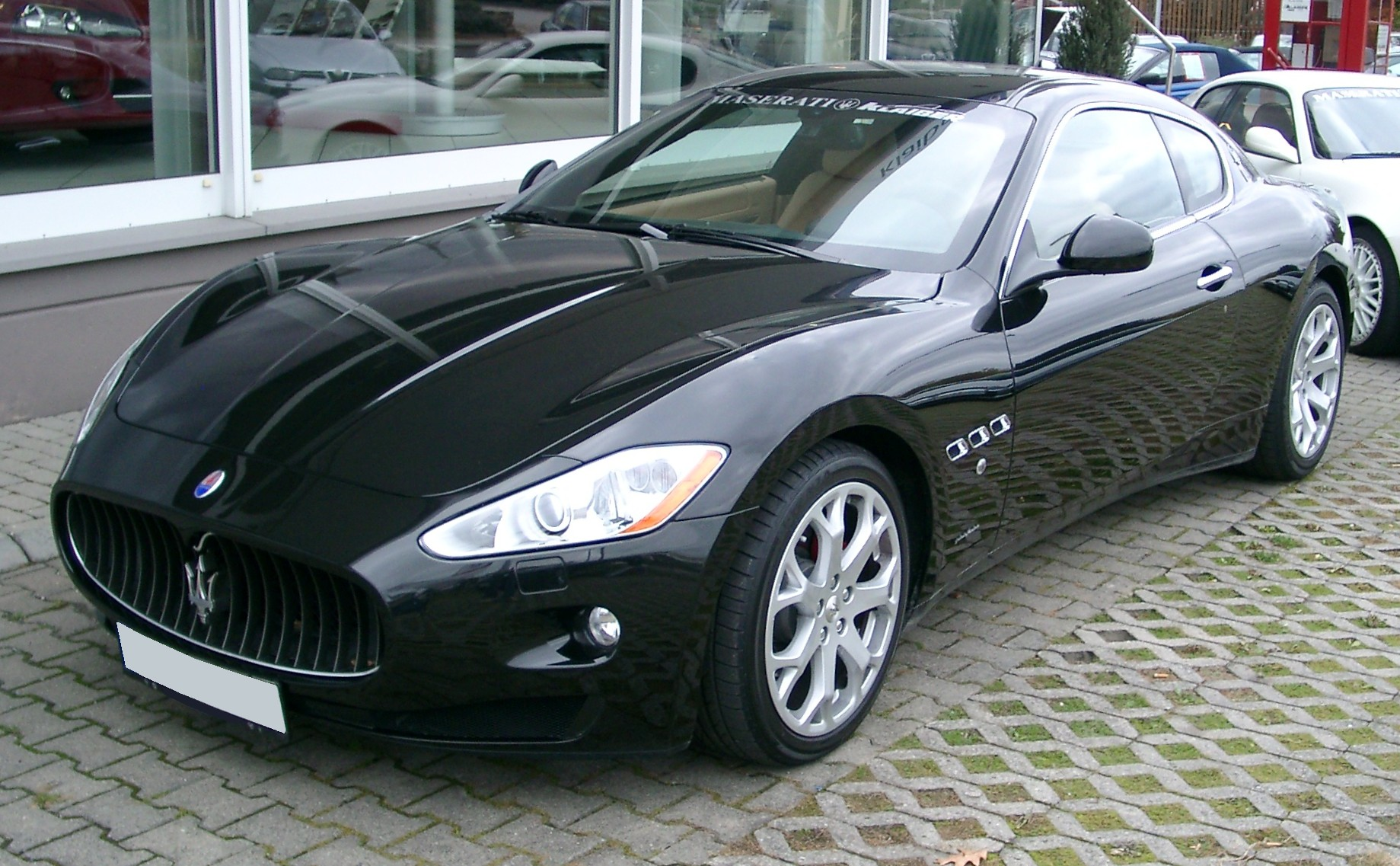
Maserati GranTurismo del 2007

Con il termine Gran Turismo, Granturismo o anche con la sigla GT, si indica genericamente una automobile “sportiva” con prestazioni elevate, ma adatta anche alle lunghe percorrenze, e quindi piuttosto confortevole. In ambito sportivo, sono vetture a ruote coperte, progettate per l'uso stradale e costruite in serie limitata, che in seguito vengono preparate ed elaborate per le gare. 

## Contesto e definizione
La storia di questa “etichetta”, affonda le radici nell'Europa degli anni '50. 
Il termine GT è associato a varie tipologie di corse e/o campionati per auto di serie, spesso omologate o regolamentate da alcune specifiche, ed appartenenti a categorie e gruppi; ad esempio, le auto adatte alla Categoria B e al Gruppo 3, erano considerate Gran Touring Cars (Auto Gran Turismo) dalla FIA, che le definiva così, nel Allegato J del 1961 al Codice Sportivo Internazionale: «Le automobili Gran Turismo sono veicoli costruiti in piccola serie per clienti alla ricerca di migliori prestazioni e massima comodità, che non sono particolarmente preoccupati per i costi.»
Nel 1981, alla medesima Appendice J nell’Articolo 262, la definizione viene leggermente modificata pur rimanendo invariata nella sostanza, ma con qualche aggiornamento ad alcuni elementi di specifica (oltre a cambiare le assegnazioni dei gruppi):
- auto prodotte in almeno 200 esemplari identici,
- dotate di almeno 2 posti a sedere, e
- peso minimo calibrato/proporzionato alla cilindrata.[6][7][8][9]

L’automobile ha sicuramente contribuito alla mobilità individuale e famigliare per diporto, e dunque ad un particolare tipo di turismo. Inizialmente, era disponibile per la sola élite dotata dei mezzi finanziari, ma poi lo fu anche per una massa sempre più vasta di persone, almeno dal periodo compreso fra le due guerre mondiali in poi. Dopo la Seconda guerra mondiale, la generalizzazione di massa dell’automobile, nei paesi più evoluti economicamente, ha ampliato il concetto di «turismo in automobile» e permesso di raggiungere agevolmente qualsiasi regione del proprio continente. Così, naquero le auto Gran Turismo, intese come vetture dalle caratteristiche particolari dell’apparato motore, per lo più maggiorato e adattato a fornire prestazioni superiori al tipo normale di serie, e della carrozzeria, con abitacoli allestiti per una maggiore comodità e comfort, rispondenti alle esigenze dei lunghi viaggi.

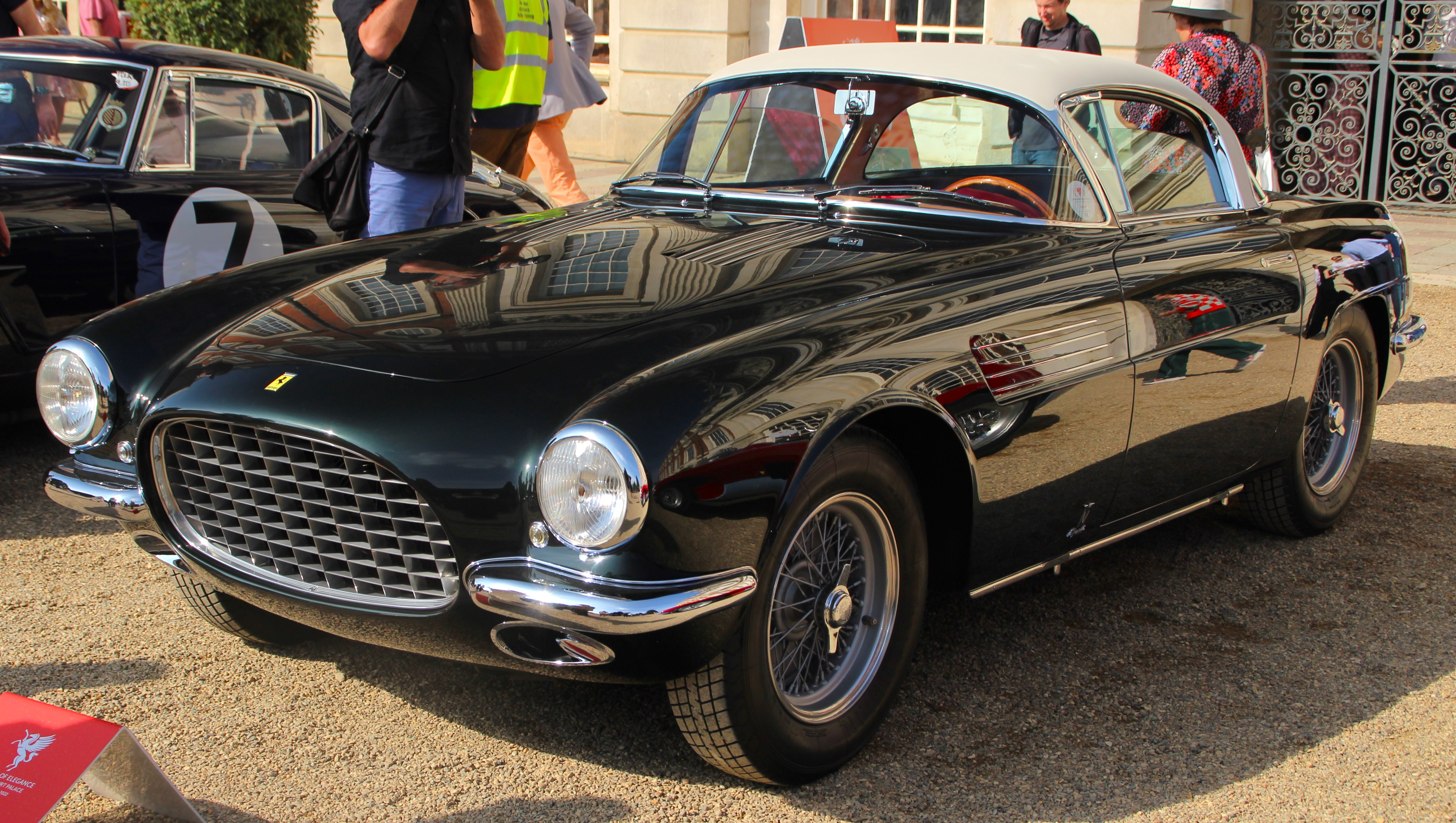
Ferrari 250 Europa GT Coupé Vignale 1954

Nel 1954, al Salone dell'auto di Parigi, la Ferrari presenta la “250 Europa GT”, una sobria coupé disegnata anche questa da Pininfarina e da Vignale, che fu una tra le prime “nuove” auto GT in commercio del dopoguerra. È comunque in Italia che nasce e fermenta l'auto da “Turismo” rivista per quest'epoca, e quindi da Gran Turismo, influenzando un pò tutta Europa e il mondo, con le auto Alfa Romeo, Lamborghini, Lancia, Maserati, ecc. Ancora oggi, molti modelli ideati in Italia negli anni Cinquanta e Sessanta, sono ricercati e molto apprezzati da stimatori e appassionati di auto d'epoca di tutto il mondo. Ad esempio, una Ferrari 250 GTO può costare una follia tra i 10 e i 50 milioni di dollari.
Nel ambito del marketing per le auto commerciali, la definizione odierna di Gran Turismo è perlopiù generalista, serve a vendere e non corrisponde a delle caratteristiche tecniche specifiche, nè di forma estetica di carrozzeria, come invece può essere nei casi delle auto berlinetta, coupé, spider, barchetta, roadster, ecc. La sigla GT viene spesso utilizzata e a volte abusata dalle case, nelle denominazioni ufficiali dei propri modelli di serie e di grande serie; tuttavia, alcuni modelli corrispondono alle varie specifiche tecniche di categoria, per ottenere l'omogazione ai diversi campionati GT, come ad esempio il Campionato Italiano Gran Turismo o il Campionato FIA GT, o le varie gare automobilistiche del GT WCE, ecc. 
Di certo, le auto Gran Turismo si differenziano dalle "sport car", in quanto queste son concepite alla ricerca delle massime prestazioni, seppur equipaggiate obbligatoriamente di tutti i dispositivi necessari alla circolazione stradale, anche se a partire dal 1972 tali equipaggiamenti fossero ancora permessi ma non obbligatori.
Nel pensiero comune, la tipica carrozzeria GT, ha normalmente due porte e una linea molto aerodinamica e filante, il motore disposto anteriormente con trazione posteriore, e possiede un bagagliaio di buona capacità (alcuni sostengono che debba contenere “due sacche da golf”). Ma a livello generale, sono auto con motore potente e velocità di punta elevate, che devono avere sempre un occhio di riguardo al comfort, per cui possono anche essere a 4 porte e 5 posti come molte berlina; tant'è che il nome deriva dal fatto che sono in grado di percorrere facilmente lunghe distanze in tempi brevi, ma con una adeguata comodità di viaggio.

## Varianti stradali

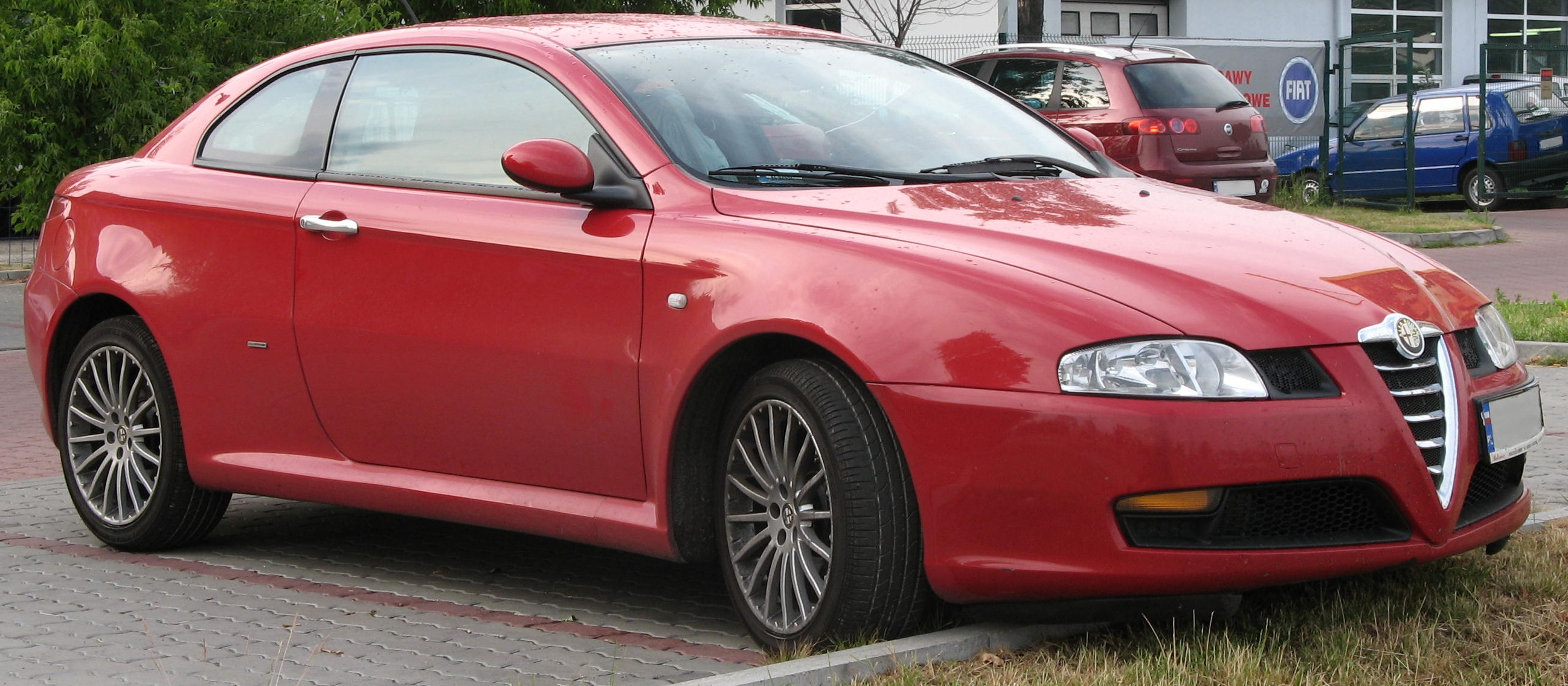
Una Alfa Romeo GT

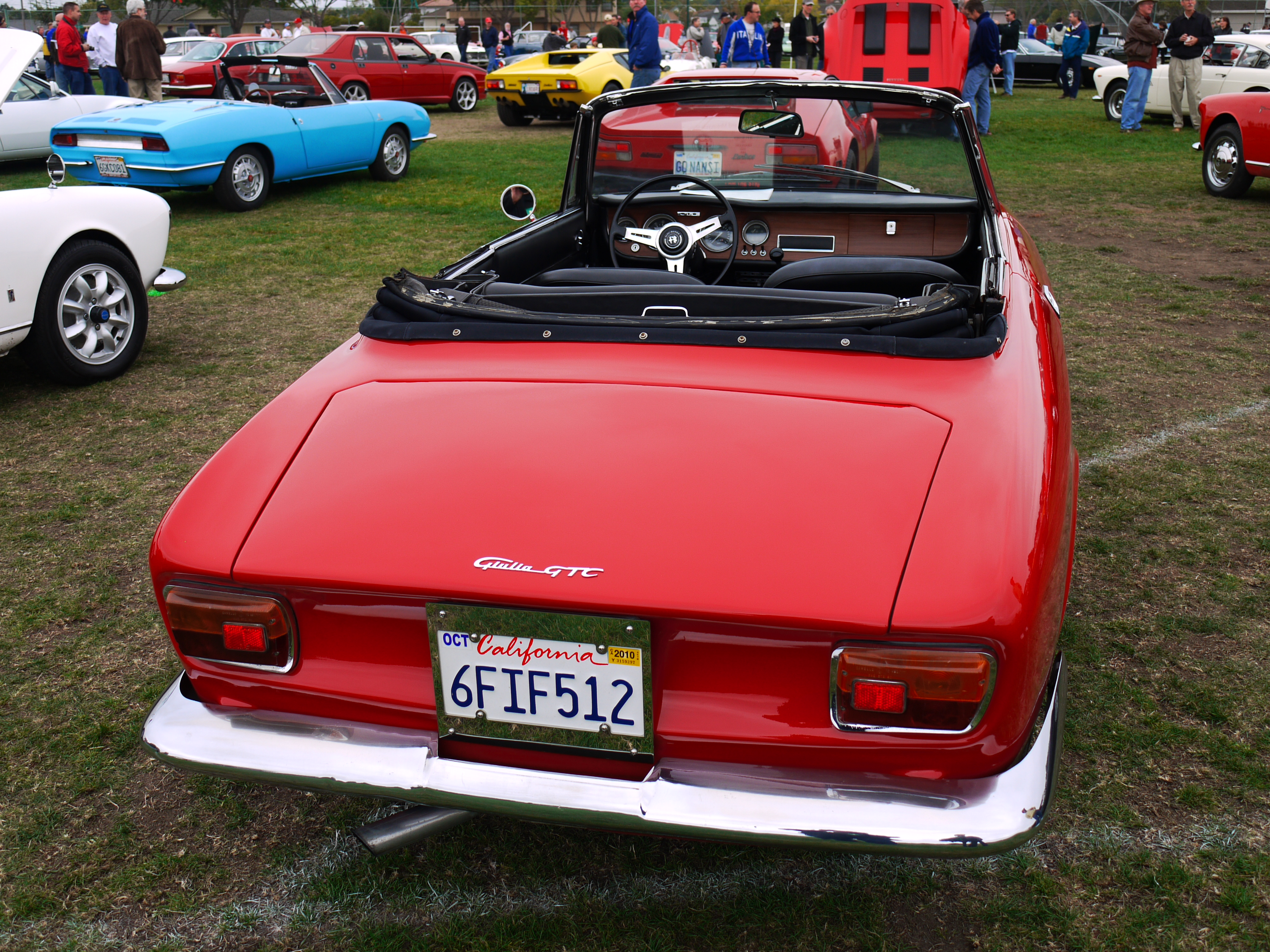
Un'Alfa Romeo Giulia Sprint GTC

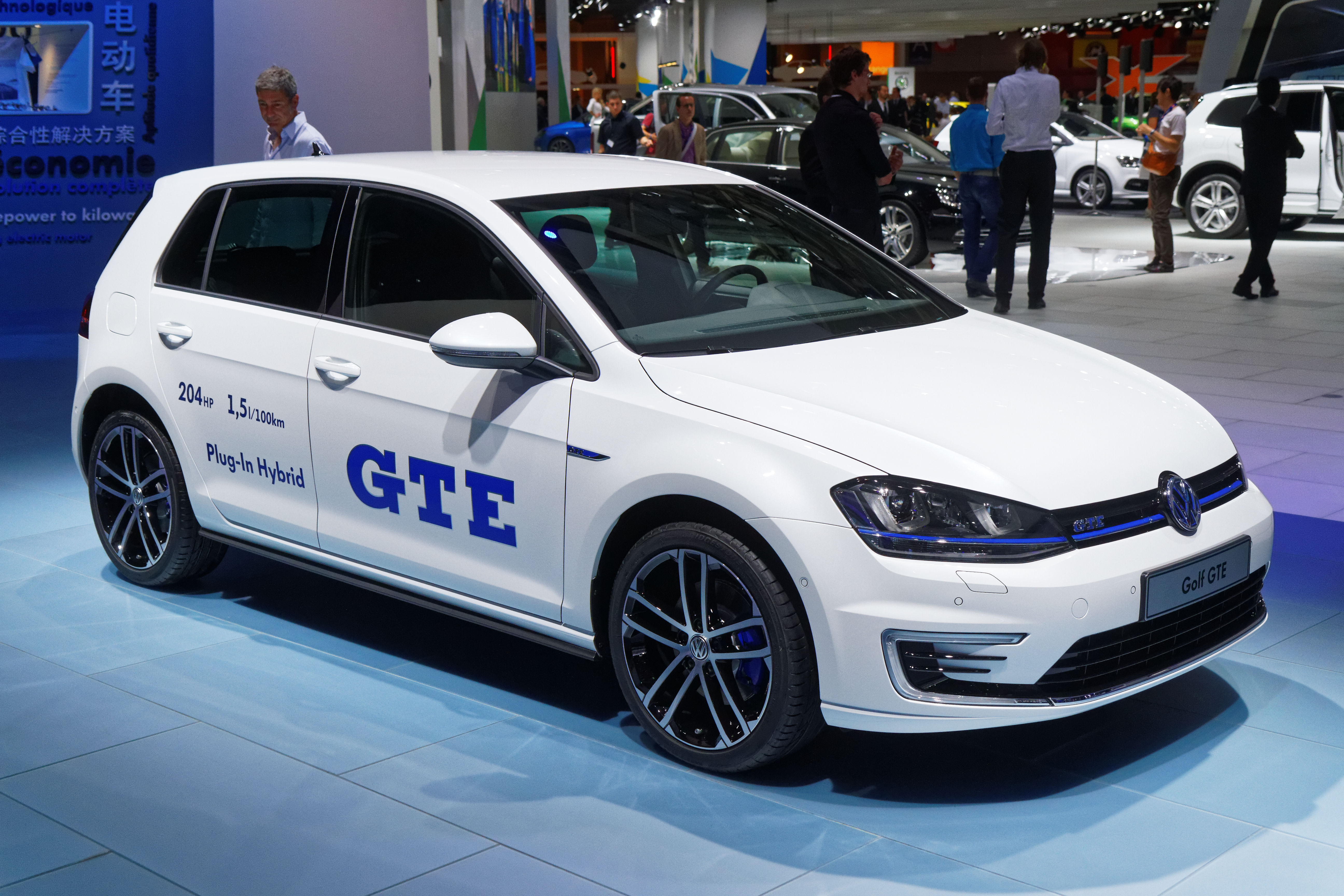
Volkswagen Golf GTE

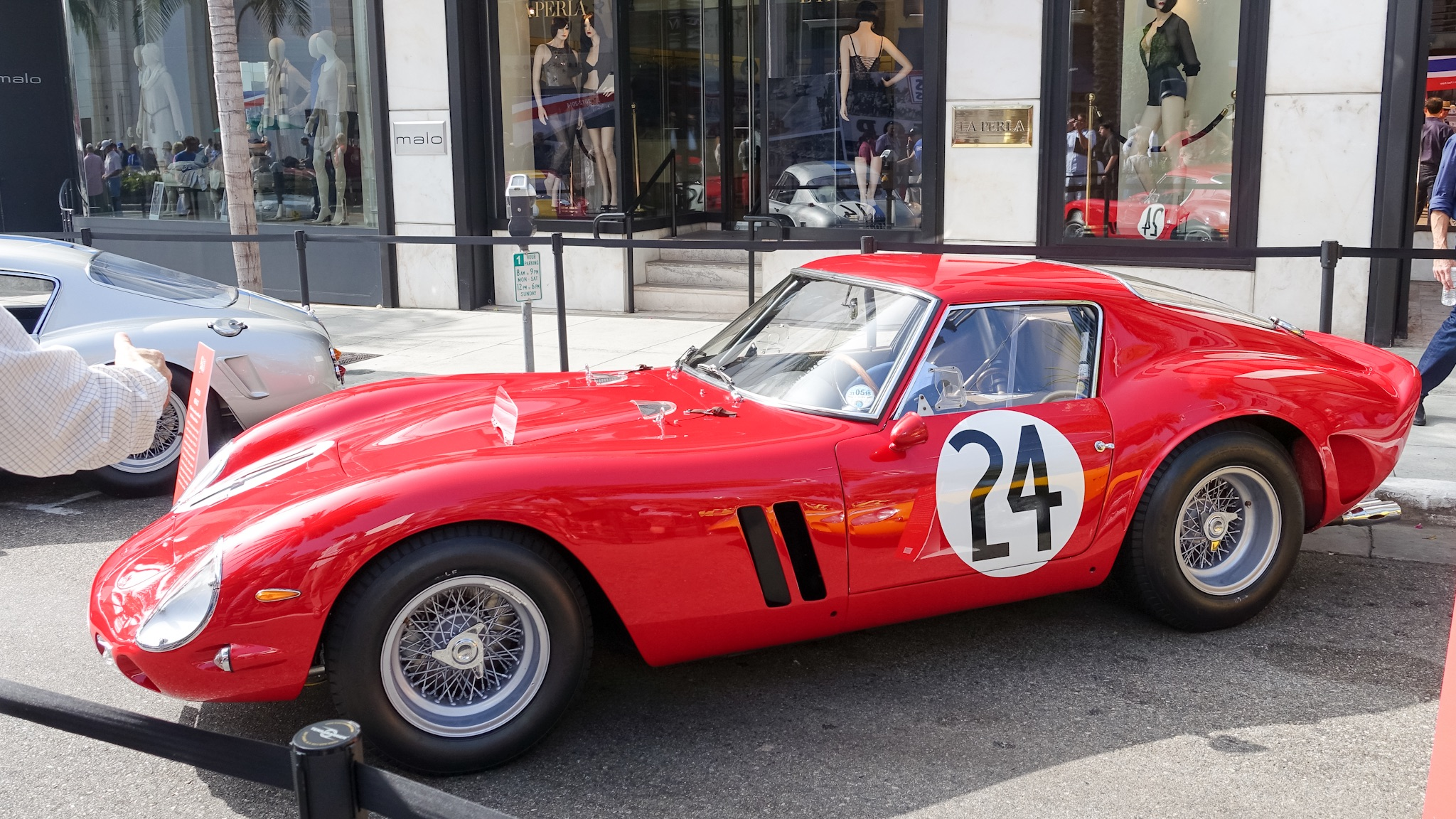
Ferrari 250 GTO

Il termine GT coinvolge spesso numerose varianti di suffisso nella sigla. Spesso può avere diversi significati a seconda della casa automobilistica, e indicare una versione specifica/particolare di un modello GT con caratteristiche migliorate, un allestimento più sportivo o altro; eccone alcuni:
- GTA (GT Automatica ) sigla utilizzata soprattutto dalla Ferrari per identificare le vetture GT dotate di cambio automatico, ma anche da Maserati e da altri marchi.
- GTA (GT Alleggerita )[14] usata dalla Alfa Romeo per identificare, dal 1965, la versione da competizione della nuova Giulia 1600 coupé progettata da Bertone, che venne alleggerita di circa 300 kg dal preparatore Autodelta, con parti in alluminio. La “A” sta per alleggerita, tuttavia è anche l'iniziale dei termini Autodelta e Alluminio. Le berline Alfa riviste in chiave sportiva (GT), sono spesso prive di alcuni comfort e di equipaggiamenti “inutili”, quindi risultano più leggere.
- GTAm (GT Alleggerita maggiorata )[14] usato da Alfa Romeo per la versione della 1750 GTA con cilindrata maggiorata a circa 2 litri. Tuttavia, il suffisso Am indica anche la classe dei piloti non-Pofessionisti e quindi Amatoriali, che spesso usano le auto GT di questo tipo: ed è possibile che il termine possa avere anche questo riferimento. Oppure, alcune fonti parlano di America, in riferimento a modelli fatti per gli stati uniti.
- GTAM (GT Automatica Modificata ) utilizzata dalla Ferrari nei restyling di alcuni suoi modelli di serie, tipo la 456.[15]
- GTB (GT Berlinetta ) sigla utilizzata spesso dalla Ferrari, tipo nella 296, 488 e altre; anche su (o per) auto Gran Turismo appartenenti al Gruppo B.
- GTC (...) usata in molti casi con differenti significati, quali anche: (GT Confortevole ) da Ferrari sui modelli tipo 365 GTC/4 del 1971 e GTC4Lusso del 2016, (GT Coupé ) da Ferrari sui modelli tipo la 330 Coupé, (GT Competizione ) da Ferrari sui modelli tipo le 250, 348, F40, oppure (GT Corsa ), (GT Challenge ) o (GT Cup ) per auto provenienti da altre categorie quali Ferrari Challenge, Porche Cup, ecc., con potenza motore illimitata o quasi, ma aerodinamica inferiore alla categoria GT3, ed infine (GT Compatta ) usata da Opel per le versioni a 3 porte della Astra, ma anche (GT Cabriolet ) usata da Bentley per la Continental GTC del 2003 e da altri ... ecc, ecc.
- GTD (GT Diesel ), sigla usata dalla Volkswagen per la prima volta negli anni Ottanta ad identificare la versione sportiva della Golf, spinta da un motore diesel.
- GTE o GT/E (GT Endurance ) usato da Ferrari ad esempio sulla 488 un'auto per gare di durata, oppure (GT / Elegante o Esclusiva ) sempre da Ferrari ad esempio sulla 250 GT/E 2+2.
- GTE (GT Einspritzung, dal tedesco GT Iniezione ) usata per le iniezioni elettroniche, oppure col significato di auto (GT Elettrica ), ed è usata su alcuni modelli Volkswagen dal 2014, tra cui la Golf GTE[16].
- GTi (GT iniezione indiretta ) usato la prima volta nel 1961 da Maserati sul modello 3500 ad iniezione meccanica, poi anche da Nissan, Peugeot, Rover e Suzuki (vedere elenco GTI).
- GTI (GT Iniezione ) usato dal 1973 sulla Golf GTI della Volkswagen, prima vettura prodotta in larga scala ad essere denominata con tale sigla. Diversi costruttori la impiegarono nei loro modelli compatti, per le versioni sportive ad iniezione, e Volkswagen tentò senza successo di impedirne l'uso alla concorrenza, perdendo la causa ad esempio contro Suzuki nel 2012.[17] Nonostante l'iniezione elettronica sia una costante ormai consolidata da anni (nei motori a benzina), la Golf GTI non cessa di esistere.
- GTL (GT Leggera ) usato tra gli altri da Porsche sulla Carrera GTL "Abarth", ma anche (GT Lusso ) di alcune Ferrari tipo la 250 GT/L Berlinetta.
- GTO (GT Omologata ) usata la prima volta nel 1962 da Ferrari per identificare vetture stradali omologate alle competizioni, come la famosissima 250 GTO, poi riutilizzata nel 1984 sulla 288, auto da competizione del Gruppo B.
- GT-R (GT- Racer , corridore) usato da Nissan a partire dal 1969 per identificare i modelli Skyline e per la diretta erede.
- GTR (GT Racing ) questa è al sigla per contraddistinguere le auto GT più “cattive”; usata in passato per versioni di vetture estreme, come la McLaren F1 GTR e la Mercedes-Benz CLK GTR.
- GTS (GT Spider ) usata da Ferrari sulla 328, Lamborghini sulla 350 GTS e da altre, ma anche da altri marchi e con diversi significati tra cui (GT Scoperta ) sempre Ferrari sulla 308, oppure anche (GT Sport ), (GT Special ) e quant'altro; è tuttavia una sigla usata spesso nelle competizioni e identifica vetture a elevato livello di elaborazione, più performanti delle semplici GT.
- GTV (GT Veloce ) usata da Alfa Romeo e Lamborghini su vari modelli GT.
- GTZ (GT Zagato ) usata da Lamborghini sulla 3500, dove Zagato curava il design e la carrozzieria.
- HGT (High GT  ) usato dal gruppo Fiat sui modelli Punto, Bravo, Brava e Marea a 4 e 5 cilindri, prodotti a Pratola Serra.

## Varianti nelle competizioni
Il termine GT ha numerose varianti anche nelle competizioni Gran Turismo:
- GT1 (GT di classe 1 ), sigla che identifica versioni stradali o da competizione di vetture estremamente performanti progettate per gareggiare nei campionati Gran Turismo, alcuni esempi sono la Porsche 911 GT1 e la Nissan R390 GT1. Utilizzata nelle competizioni gestite dalla FIA e dall'ACO.
- GT2 (GT di classe 2 ), sigla che identifica vetture stradali o da cui derivano varianti da competizione conformi al regolamento Gran Turismo di classe 2, spesso utilizzata dalla Porsche per versioni estreme della 911. Utilizzata nelle competizioni gestite dalla FIA e dall'ACO.
- GT3 (GT di classe 3 ), sigla che identifica vetture stradali o da cui derivano varianti da competizione conformi al regolamento Gran Turismo di classe 3, spesso utilizzata dalla Porsche per versioni sportive della 911.
- GT4 (GT di classe 4 ), sigla che identifica vetture stradali o da cui derivano varianti da competizione conformi al regolamento Gran Turismo di classe 4.
- GTX (Grand Touring eXperimental ), sigla che identifica le vetture sottoposte a profonde elaborazioni e concorrenti nelle competizioni gestite dalla IMSA: una categoria omologa al Gruppo 5 del 1976 sancito dalla FIA[18].
- GTO (Grand Touring Over (2.5 liters) ), sigla che identificava le vetture concorrenti nelle competizioni gestite dalla IMSA e aventi una cilindrata superiore a 2,5 litri[19].
- GTP (GT Prototipo ), sigla che identifica una classe di vetture di tipo Sport Prototipo da competizione con carrozzeria coupé, utilizzate in gare di tipo endurance e dalle notevoli prestazioni, come la Bentley Speed 8. La sigla fu concepita nel 1976 dalla ACO ed utilizzata alla 24 Ore di Le Mans per le vetture con carrozzeria chiusa (per differenziarle dalle gruppo 6 con carrozzeria aperta) e fu adoperata fino all'avvento del Gruppo C[20]; anche l'IMSA, di concerto con l'ACO[21], utilizzò tale sigla nel Campionato IMSA GTP negli anni 80 e 90[22].
- GTU (Grand Touring Under (2.5 liters) ), sigla che identificava le vetture concorrenti nelle competizioni gestite dalla IMSA e aventi una cilindrata fino a 2,5 litri[23].

## Videogioco
Il termine è utilizzato dall'omonima serie di videogiochi per console PlayStation.